# Marcia Mead

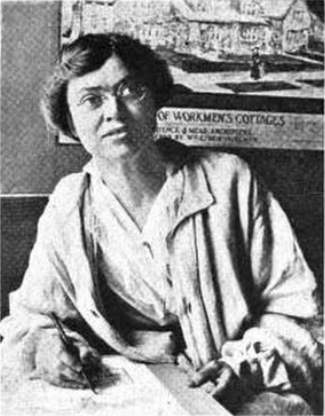
Marcia Mead (1918)

 Marcia Mead  (* 1879 in Pittsfield, Pennsylvania, USA; † 1967) war eine US-amerikanische Architektin.  Sie war die erste Frau, die ihren Abschluss an der School of Architecture an der Columbia University erhielt.

## Leben und Werk
Mead erhielt 1898 am State Normal College in Edinboro, Pennsylvania ihren Bachelor-Abschluss und arbeitete in verschiedenen Architekturbüros. Sie studierte ab 1911 an der School of Architecture an der Columbia University, wo sie 1913 als erste Frau dieses Programm abschloss.  Zu dieser Zeit arbeitete sie für die Universität in der Bau- und Grundstücksaufsicht und platzierte sich unter den Top-Ten-Finalisten in einem Wettbewerb für den Entwurf eines Grundstücks in Chicago. Obwohl ihr Entwurf nicht ausgewählt wurde, wurde er in populären Publikationen erwähnt.
Sie gründete 1914 mit der Architektin Anna Pendleton Schenck ein Architekturbüro in New York City. Ein Artikel in der The New York Times vom 8. März 1914 bezeichnete die Partnerschaft zwischen Schenk und Mead als erste ihrer Art , jedoch hatten bereits 1894 in New York City Mary Gannon und Alice Hands sowie 1913 in Boston Lois Lilley Howe und Eleanor Manning O’Connor die ersten Frauen-Architekturbüros in den USA eröffnet.
Nachdem Mead und Schenck ihr Büro in Midtown Manhattan eröffnet hatten, umfassten ihre ersten Aufträge eine Residenz im Bungalowstil und ein Sommerhaus. Das Architekturbüro Schenck & Mead  beschäftigte sich mit der städtischen Wohnungsproblematik und spezialisierte sich auf die Gestaltung von Wohnanlagen mit Parks, Geschäften, öffentlichen Bereichen und Straßen. 1915 gewannen die beiden Architektinnen einen vom City Club of Chicago gesponserten nationalen Architekturwettbewerb für ein Nachbarschaftszentrum. Die Wettbewerbsregeln ermöglichten den Standort des Projekts in einer beliebigen Stadt des Landes zu wählen und die Architektinnen wählten einen Standort in der Bronx zwischen der George-Washington-Brücke und dem Macombs Dam Park. Zeitgleich machten sie einen Vorschlag für eine Gruppe von Häusern für die einkommensschwache Bevölkerung in Washington, D.C., die nach der verstorbenen Frau des damaligen Präsidenten der Vereinigten Staaten als Ellen Wilson Memorial Homes bekannt werden sollten. Das Projekt umfasste neben 130 Wohnungen einen Spielplatz, eine Kindertagesstätte, Wäschereien, eine Notaufnahme, ein Krankenhaus, eine Gemeinschaftsküche, eine Bibliothek und Vereinsräume. Der City Club of Chicago zeichnete auch die Pläne für die Ellen Wilson Memorial Homes als die besten architektonischen Pläne für eine moderne Gemeindesiedlung aus. Aufgrund der beiden Weltkriege und der Depression wurde das Projekt erst in den 1950er Jahren umgesetzt.
Nur wenige Monate nachdem die Firma den Wettbewerb in Chicago gewonnen hatte, starb Schenck an einer Lungenentzündung. Mead behielt den Firmennamen für mehrere Jahre weiter. Von 1917 bis 1918 entwickelte Mead einen Wohnkomplex in Bridgeport (Connecticut). Der Mangel an bezahlbarem Wohnraum in dieser Stadt war ein dringendes Problem, welches durch den demografischen Anstieg durch die wachsende Marineindustrie während des Ersten Weltkriegs verursacht war. Die Bridgeport Housing Company finanzierte den Bau von 87 Ein- und Zweifamilien-Reihenhäusern, die Mead entworfen hatte. Die Siedlung wurde um einen zentralen Spielplatz herum angelegt, um die Kinder vom Autoverkehr fernzuhalten. Für die damalige Zeit ungewöhnlich, verfügte etwa die Hälfte der Häuser über ein Warmwassersystem, das von einem nahe gelegenen Kraftwerk versorgt wurde. Bei der Diskussion ihres Entwurfs betonte Mead die Bedeutung von Querlüftung und die Lage von Fenstern. Während dieses Projekts gelang es ihr, die lokalen Standards für Waschbecken- und Waschwannenhöhen zu ändern. Von  1923 bis 1924 arbeitete die kanadische Architektin Esther Hill in dem Architekturbüro bei Mead.
1918 wurde Mead das vierte weibliche Mitglied des American Institute of Architects und wurde 1929 zum Life Member ernannt.
Seit 1983 vergibt das Barnard College der Columbia University in New York City die Marcia Mead Design Awards, die herausragende Leistungen im Bereich Architekturdesign auszeichnen.

## Veröffentlichungen (Auswahl)
- Small House: A Group of Homes Designed by America's Foremost Architects. New York: McCall's Magazine, 1924.
- The Architecture of the Small House. Architecture vol. 37, Juni 1918, S. 145.